# Rafael Alencar

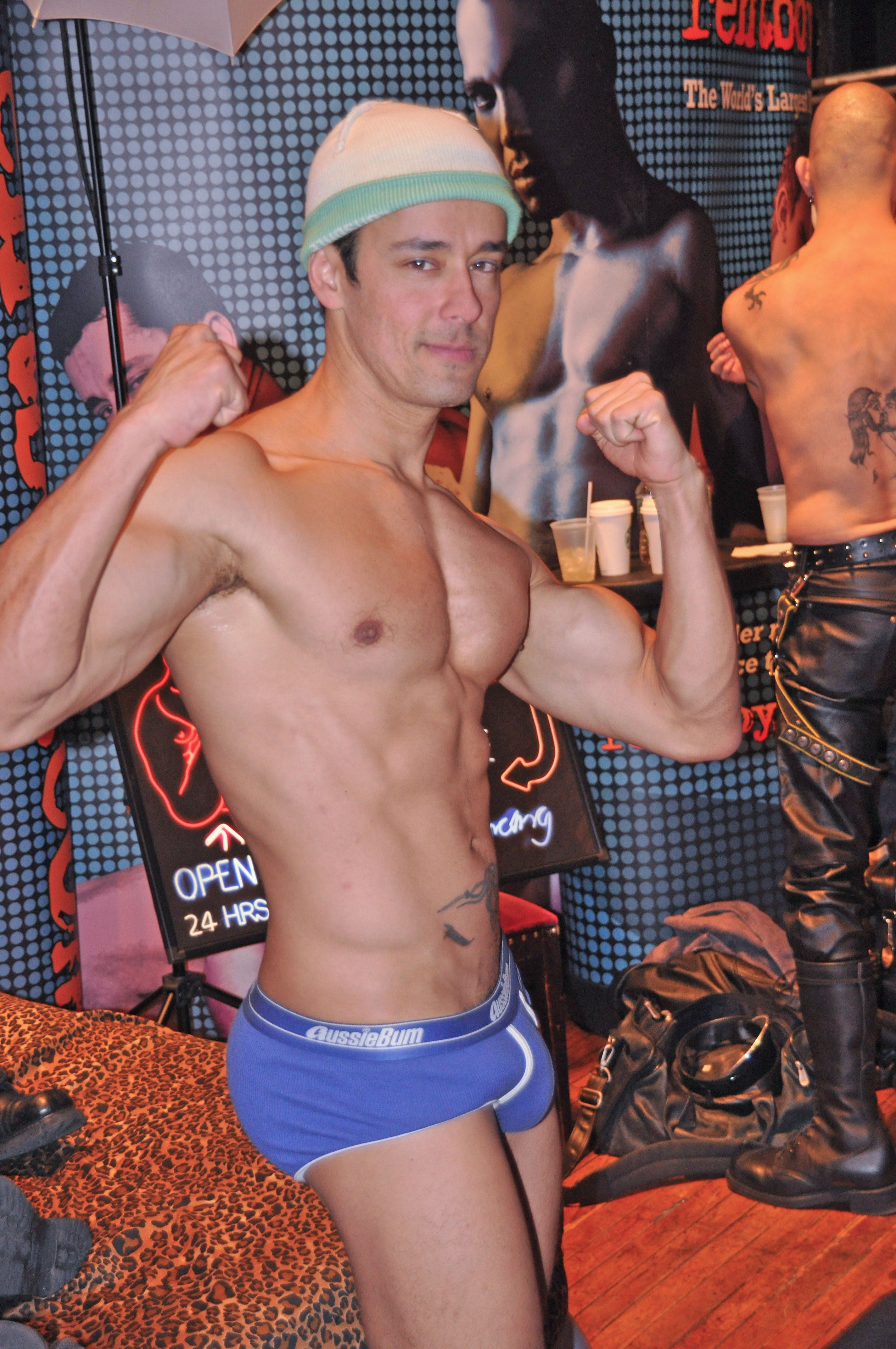
Rafael Alencar, 2011

Rafael Alencar (* 18. Juli 1978 in João Pessoa, Paraíba, Brasilien) ist ein brasilianischer Pornodarsteller und Model. Er dreht hauptsächlich homosexuelle Pornofilme und hat in der Pornobranche einen guten Ruf, da er schauspielerisches Talent mit professioneller Disziplin verbindet. Er hat mit allen bekannten Darstellern der Branche und mit den großen Produktionsfirmen wie Falcon Studios und Raging Stallion Studios gearbeitet. Außerdem zierte er weltweit viele Titelseiten verschiedener Zeitschriften. Rafael Alencar zählt heute zu den Ikonen der internationalen Schwulenszene.

## Leben
Rafael Alencar wurde in João Pessoa als jüngstes von vier Kindern jüdischer portugiesischer Eltern geboren. Er spricht fließend Deutsch, Englisch, Italienisch, Hebräisch, Portugiesisch und Spanisch. Nach der Schule studierte er Zahnmedizin und arbeitete einige Jahre lang als Zahnarzt in einer Klinik in São Paulo. Schließlich entschied er sich nebenbei als Model zu arbeiten und begann für verschiedene Unterwäsche-Marken zu posieren, darunter Calvin Klein. Es sprach sich schnell herum, dass er einen beeindruckenden Penis von 23 Zentimetern hat. Und im Jahr 2003 wurde er vom Direktor der gleichnamigen Gay-Filmproduktionsfirma Kristen Bjorn entdeckt und begann eine Karriere als internationaler Pornodarsteller. Er arbeitete auch für Firmen wie Falcon, Hot House Entertainment, Lucas Entertainment, Men.com, Raging Stallion Studios und Studio 2000. Nebenbei ist Rafael auch Fotograf, Regisseur und Produzent. Er war Mitbegründer der Produktionsfirma  Black Scorpion Entertainment und ist Betreiber einer Internetseite über Leuchttürme in aller Welt. Rafael zog 2003 von São Paulo nach Hamburg und von dort in die USA, wo er wenig später eine Green Card erhielt. Heute lebt er in New York.
Bei den GayVN Awards 2004 erhielt er seine erste Nominierung als bester Nebendarsteller. Im folgenden Jahr wurde er als bester Schauspieler nominiert. Nach zahlreichen Nominierungen bekam er schließlich im Jahr 2010 den Preis für die beste Verführung, im Porno Wall Street.
Als Höhepunkt seiner Karriere gilt die Episode Prison Shower der Serie Drill My Hole von Men.com, mit der er ein größeres Publikums gewinnen konnte. In dieser Episode ist er der dominante Part einer aggressiven Sexszene mit Johnny Rapid. Dies sorgte unter anderem für den Durchbruch in Johnny Rapids Karriere als Pornodarsteller. Auch mit Darstellern wie Dionisio Heiderscheid arbeitete Rafael zusammen.
2018 gab er in einem Interview das Ende seiner Pornokarriere bekannt. Als größten Fehler in seiner Laufbahn erwähnte er dabei seine Mitwirkung in einigen heterosexuellen Pornofilmen.

## Filmografie (Auswahl)
- 2003: Men Amongst the Ruins
- 2003: 8 Inches
- 2003: Ace in the Hole
- 2003: Penetrados
- 2004: ParaShooter
- 2004: Bad Boys Club 1
- 2004: Kolbenfresser
- 2004: Smoking Pistons
- 2004: The American Lover
- 2004: Getting It Straight
- 2004: Gored
- 2005: The American Lover
- 2005: In The Jeans
- 2005: Hard as Wood
- 2005: Machos Ibericos
- 2005: Play On
- 2005: Weekend Blowout
- 2005: Dreams of Rafael
- 2005: Blond Fight
- 2006: Obsession
- 2006: The American Lover
- 2006: Bar Trade
- 2006: Manhunt 2.0
- 2006: Fistpack 6: Can Openers
- 2006: Ass Quest 2
- 2007: Hunger
- 2008: Men Island
- 2008: Jock Strap
- 2008: Orgies of Black Scorpion
- 2008: King Size
- 2008: Return to Fire Island
- 2009: Return to Fire Island 2
- 2009: Wall Street
- 2009: Kent North Collection
- 2009: Verboten
- 2009: Black and Blue
- 2009: Blue
- 2009: Ace Hanson Superstar
- 2009: Grunts
- 2009: Humongous Cock 1
- 2009: Pounding The Pavement
- 2009: Cock Cribs
- 2009: Paris Playboys
- 2009: Lust
- 2009: Kings of New York
- 2009: Passion
- 2009: Men in Stockings
- 2009: Return to Fire Island 2
- 2009: Revenge
- 2010: Heat Wave
- 2010: Show Case
- 2010: Pissed On
- 2010: The Best of Francois Sagat 3
- 2010: Four Play
- 2010: Boners
- 2010: Instinct
- 2010: Humongous Cock 7
- 2010: Bed Room Eyes
- 2010: Unloaded
- 2010: Inked Guys
- 2010: Hairy Boyz
- 2010: Cum
- 2010: Rafael in Paris
- 2010: The Art of Fucking
- 2010: Coat Your Throat
- 2010: Reckless
- 2010: Assassin
- 2010: Fuck Me Hard
- 2010: The Best of Josh Weston
- 2011: Feet Extreme
- 2011: Back Room 17
- 2011: Fuck
- 2011: Fuck Me Harder
- 2011: Heat Wave 2
- 2011: Piss
- 2011: Blow Jobs
- 2011: Ross Hurston Collection
- 2011: Executives: Gentlemen 3
- 2011: Hot Property
- 2011: Humongous Cocks 10
- 2011: Cum Guzzlers
- 2011: Assassin
- 2012: Boston Boy Bangers
- 2012: Cock Riders
- 2012: Cock Suckers
- 2012: Drill My Hole 5
- 2012: Drill My Hole 6
- 2012: Hooker Stories
- 2012: Jizz Orgy
- 2012: Rafael Rules
- 2013: Jizz Orgy 2
- 2013: Jizz Orgy 3
- 2013: Best of Rafael Alencar
- 2013: Cum in My Mouth
- 2013: Fuck and Cum
- 2013: Fuck and Cum: Director's Cut
- 2013: Harder, Faster, Rougher
- 2013: Johnny Rapid: Power Bottom
- 2013: Love and Devotion
- 2013: Prison Shower
- 2013: Rafael Alencar: Ass Destroyer
- 2014: Masculine Embrace
- 2014: Pack

## Auszeichnungen
- GayVN Performer of the Year (2010)[5]
- GayVN Best Cum Shot (2010)[5]
- International Escort Awards Escort of the Year (2011)